# Tuberkel

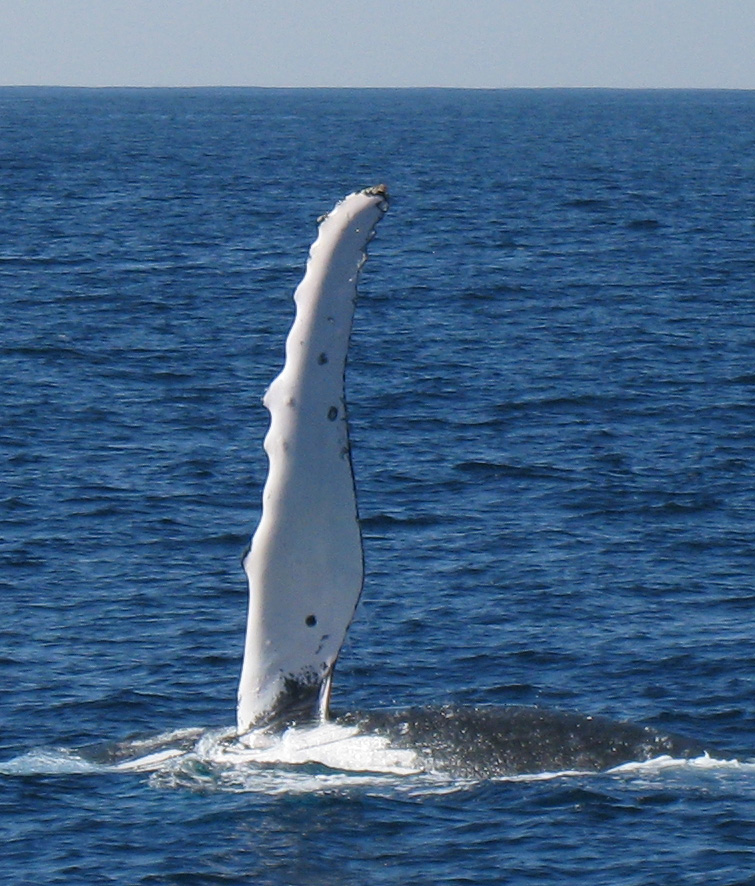
Tuberkels op de borstvin van een bultrug

Een tuberkel (Latijn: tuberculum) is een uitsteeksel, knobbeltje, zwelling of wratachtige vergroeiing op de botten, op de huid of op organen.
Sommige tuberkels behoren tot de normale oppervlaktestructuur, zoals het tuberculum infraglenoidale en tuberculum supraglenoidale van het schouderblad en het tuberculum pubicum van het schaambeen. Een bultrug heeft tuberkels op de kop en de vinnen.
Andere soorten tuberkels kunnen wijzen op een ontsteking of een ander ziektebeeld. Hieronder vallen bijvoorbeeld de granulomen, afgebakende opeenhopingen van histiocyten als gevolg van infecties met mycobacteriën. Een voorbeeld hiervan is tuberculose, een bacteriële infectieziekte op de longen. De naam van deze ziekte is afgeleid van 'tuberkel'.